# Stokovci
Stokovci (znanstveno ime Monotremata) so skupina sesalcev, ki živijo samo v Avstraliji, Tasmaniji in na Novi Gvineji ter na nekaterih sosednjih otokih. Ime stokovci dolgujejo dejstvu, da imajo še stok ali kloako. To je končni del črevesja, kamor se odpirajo še izločala in spolne žleze. Stokovci so edini sesalci, ki ležejo jajca.
Delimo jih na dve družini: kljunaše in kljunate ježke.